# Trophée Frank-M.-Gibson
Le trophée Frank-M.-Gibson (Frank M. Gibson Trophy) est un trophée remis depuis 1975 à la meilleure recrue de la division Est de la Ligue canadienne de football (LCF), choisie parmi les candidats proposés par chaque équipe de la division. C'est le gagnant de ce trophée, ou celui du trophée Jackie-Parker pour la division Ouest, qui sera choisi recrue par excellence de la LCF. Le nom du trophée honore la mémoire du Frank M. Gibson (en).
En 1995, unique année où les divisions Est et Ouest ont été remplacées par les divisions Nord et Sud, le trophée a été attribué à la meilleure recrue de la division Sud.
Avant 1973, le trophée Gruen était attribué à la meilleure recrue canadienne de la division Est, avant d'être supprimé.

## Lauréats
Pour la signification des abréviations, voir Glossaire des positions au football canadien.
- 1975 - Tom Clements (QA), Rough Riders d'Ottawa
- 1976 - Neil Lumsden (DO), Argonauts de Toronto
- 1977 - Mike Murphy (DO), Rough Riders d'Ottawa
- 1978 - Ben Zambiasi (SEC), Tiger-Cats de Hamilton
- 1979 - Martin Cox (RÉ), Rough Riders d'Ottawa
- 1980 - Dave Newman (DI), Argonauts de Toronto
- 1981 - Cedric Minter (DO), Argonauts de Toronto
- 1982 - Chris Isaac (QA), Rough Riders d'Ottawa
- 1983 - Johnny Shepherd (DO), Tiger-Cats de Hamilton
- 1984 - Dwaine Wilson (DO), Concordes de Montréal
- 1985 - Nick Benjamin (LO), Rough Riders d'Ottawa
- 1986 - Willie Pless (en) (SEC), Argonauts de Toronto
- 1987 - Gil Fenerty (DO), Argonauts de Toronto
- 1988 - Orville Lee (en) (DO), Rough Riders d'Ottawa
- 1989 - Stephen Jordan (en) (DD), Tiger-Cats de Hamilton
- 1990 - Reggie Barnes (en) (DO), Rough Riders d'Ottawa
- 1991 - Raghib Ismail (RÉ), Argonauts de Toronto
- 1992 - Mike Richardson (en) (DO), Blue Bombers de Winnipeg
- 1993 - Mike O'Shea (en) (PD), Tiger-Cats de Hamilton
- 1994 - Matt Goodwin (en) (DD), Baltimore Football Club
- 1995 - Chris Wright (RÉ), Stallions de Baltimore
- 1996 - Joseph Rogers (RÉ), Rough Riders d'Ottawa
- 1997 - Derrell Mitchell (en) (DI), Argonauts de Toronto
- 1998 - Barron Miles (DD), Alouettes de Montréal
- 1999 - Corey Grant (RÉ), Tiger-Cats de Hamilton
- 2000 - Albert Johnson (en) (RÉ), Blue Bombers de Winnipeg
- 2001 - Charles Roberts (en) (DO), Blue Bombers de Winnipeg
- 2002 - Keith Stokes (RÉ), Alouettes de Montréal
- 2003 - Julian Radlein (CA), Tiger-Cats de Hamilton
- 2004 - Almondo Curry (DC), Alouettes de Montréal
- 2005 - Matthieu Proulx (DS), Alouettes de Montréal
- 2006 - Étienne Boulay (SEC), Alouettes de Montréal
- 2007 - Nick Setta (B), Tiger-Cats de Hamilton
- 2008 - Prechae Rodriguez (RÉ), Tiger-Cats de Hamilton
- 2009 - Jonathan Hefney (SEC), Blue Bombers de Winnipeg
- 2010 - Marcus Thigpen (en) (DO), Tiger-Cats de Hamilton
- 2011 - Chris Williams (en) (RÉ), Tiger-Cats de Hamilton
- 2012 - Chris Matthews (RÉ), Blue Bombers de Winnipeg
- 2013 - C. J. Gable (en) (DO), Tiger-Cats de Hamilton
- 2014 - Tristan Okpalaugo (en) (DL), Argonauts de Toronto
- 2015 - Vidal Hazelton (en) (RÉ), Argonauts de Toronto
- 2016 - Jason Lauzon-Seguin (en) (BL), Rouge et Noir d'Ottawa
- 2017 - James Wilder Jr. (en) (DO), Argonauts de Toronto
- 2018 - Lewis Ward (en) (B), Rouge et Noir d'Ottawa
- 2019 - Jake Wieneke (en) (RÉ), Alouettes de Montréal
- 2020 - Saison annulée
- 2021 - Peter Nicastro (en) (LO), Argonauts de Toronto
- 2022 - Tyson Philpot (en) (RÉ), Alouettes de Montréal[1]
- 2023 - Qwan'tez Stiggers (en) (DD), Argonauts de Toronto[2]
- 2024 - Shemar Bridges (en) (RÉ), Tiger-Cats de Hamilton[3]